# Quadro de medalhas dos Jogos Olímpicos de Verão dos países da América Latina
Este artigo traz o quadro de medalhas dos Jogos Olímpicos de Verão dos países da América Latina. Destes, até o final dos Jogos de 2016, apenas Antígua e Barbuda, Aruba, Belize, Bolívia, Dominica, El Salvador, Ilhas Cayman, Ilhas Virgens Britânicas, Honduras, Nicarágua, Santa Lúcia, São Cristóvão e Nevis e São Vicente e Granadinas nunca conquistaram nenhuma medalha, seja ela de ouro, prata ou bronze.
| Pos | Países                       | Medalha de ouro | Medalha de prata | Medalha de bronze | Total de medalhas |
| --- | ---------------------------- | --------------- | ---------------- | ----------------- | ----------------- |
| 1   | CUB Cuba                     | 85              | 71               | 85                | 241               |
| 2   | BRA Brasil                   | 37              | 42               | 71                | 150               |
| 3   | JAM Jamaica                  | 26              | 36               | 25                | 87                |
| 4   | ARG Argentina                | 21              | 26               | 30                | 77                |
| 5   | MEX México                   | 13              | 24               | 36                | 73                |
| 6   | COL Colômbia                 | 5               | 13               | 15                | 33                |
| 7   | BHS Bahamas                  | 8               | 2                | 6                 | 16                |
| 8   | VEN Venezuela                | 3               | 7                | 9                 | 19                |
| 9   | DOM República Dominicana     | 3               | 5                | 4                 | 12                |
| 10  | CHL Chile                    | 2               | 7                | 4                 | 13                |
| 11  | TTO Trinidad e Tobago        | 3               | 5                | 11                | 19                |
| 12  | URY Uruguai                  | 2               | 2                | 6                 | 10                |
| 13  | PER Peru                     | 1               | 3                | 0                 | 4                 |
| 14  | CRC Costa Rica               | 1               | 1                | 2                 | 4                 |
| 15  | PAN Panamá                   | 1               | 0                | 2                 | 3                 |
| 16  | ECU Equador                  | 3               | 2                | 0                 | 5                 |
| 17  | SUR Suriname                 | 1               | 0                | 1                 | 2                 |
| 18  | PRI Porto Rico               | 2               | 2                | 6                 | 10                |
| 19  | HAI Haiti                    | 0               | 1                | 1                 | 2                 |
| 20  | PAR Paraguai                 | 0               | 1                | 0                 | 1                 |
| 21  | AHO Antilhas Neerlandesas    | 0               | 1                | 0                 | 1                 |
| 22  | BAR Barbados                 | 0               | 0                | 1                 | 1                 |
| 23  | GUY Guiana                   | 0               | 0                | 1                 | 1                 |
| 24  | ATG Antígua e Barbuda        | 0               | 0                | 0                 | 0                 |
|     | ABW Aruba                    | 0               | 0                | 0                 | 0                 |
|     | BLZ Belize                   | 0               | 0                | 0                 | 0                 |
|     | BOL Bolívia                  | 0               | 0                | 0                 | 0                 |
|     | DMA Dominica                 | 0               | 0                | 0                 | 0                 |
|     | SLV El Salvador              | 0               | 0                | 0                 | 0                 |
|     | CYM Ilhas Cayman             | 0               | 0                | 0                 | 0                 |
|     | VGB Ilhas Virgens Britânicas | 0               | 0                | 0                 | 0                 |
|     | HND Honduras                 | 0               | 0                | 0                 | 0                 |
|     | NIC Nicarágua                | 0               | 0                | 0                 | 0                 |
|     | LCA Santa Lúcia              | 0               | 0                | 0                 | 0                 |
|     | KNA São Cristóvão e Neves    | 0               | 0                | 0                 | 0                 |
|     | VCT São Vicente e Granadinas | 0               | 0                | 0                 | 0                 |